# Consell de Col·legis de Procuradors dels Tribunals de Catalunya
Consell de Col·legis de Procuradors dels Tribunals de Catalunya és una corporació de dret públic, amb personalitat jurídica pròpia i capacitat plena, que constitueix l'òrgan superior, representatiu i executiu de la totalitat dels col·legis dels procuradors dels tribunals existents a Catalunya, és a dir, els de Barcelona, Girona, Lleida, Manresa, Mataró, Reus, Tarragona, Terrassa i Tortosa. Ostenta la presidència l'Excma. Sra. Anna Moleres, degana de Barcelona. El 2005 va rebre la Creu de Sant Jordi.

## Funcions
Les seves funcions en relació amb la professió de procurador són:
- Coordinar els col·legis i representar la professió.
- Recollir i elaborar les normes deontològiques comunes.
- Aprovar els seus estatuts.
- Conèixer els conflictes que sorgeixen entre col·legis.
- Resoldre els recursos sobre els quals tingui competència.
- Exercir les funcions disciplinàries que li corresponguin.
- Aprovar el seu propi pressupost.
- Fixar la participació equitativa dels col·legis en les despeses.
- Informar sobre totes les normes que el Govern de la Generalitat prepari relatives a la professió.
- Prestar col·laboració als col·legis en la interpretació de les normes professionals de caràcter general, tot acomodant-ne el contingut a les situacions concretes.
- Intervenir segons el que preveuen les normes legals en els casos d'agrupació, segregació i dissolució de col·legis catalans.
- Vetllar pel compliment de le normes professionals contingudes en l'Estatut general dels procuradors dels tribunals d'Espanya.
- Fomentar, crear i organitzar institucions, serveis i activitats que tinguin per objectiu la promoció cultural, l'assistència social i sanitària, la cooperació i el mutualisme, i tot el que sigui necessari, tot establint acords i convenis, si cal, amb l'Administració o les entitats que correspongui.
- Relacionar-se amb els altres organismes professionals de l'Estat i de les comunitats autònomes, per a tot el que sigui d'interès per als col·legis de Catalunya i, en general, per a la professió de procurador dels tribunals.